# 吉林省 (中華民國)
吉林省，簡稱吉，為中華民國的一省，抗战後東北九省方案将其分为吉林省、松江省和合江省。

## 省名由來
吉林系滿語「吉林烏拉」的簡稱．據《吉林通志》記載：「國語（即滿語）吉林謂沿，烏拉謂江，其曰吉林者從漢文而省也」。

## 歷史沿革

### 民國初年到奉系統治
清初，有吉林將軍駐紮吉林城。清光緒年間改為吉林省。宣統三年（1911年）爆發辛亥革命後，東三省總督趙爾巽重用張作霖任「奉天國民保安會」軍事部副部長，打擊東北革命黨人。民初，吉林省督軍由孟恩遠擔任。民國七年（1918年）9月7日，北京政府任命张作霖为东三省巡阅使，为他称霸东北创造了条件。民國八年（1919年）7月19日，奉軍夥同日軍製造宽城子事件，迫使吉軍撤退，孟氏此後被迫下台，奉系首領張作霖從此控制了奉天、吉林、黑龍江三省。奉系統一東北後，吉林省長期由張作相管理。民國十七年（1928年）6月4日，張作霖在皇姑屯被日軍預埋的炸藥炸死。12月29日，其子張學良率領奉系元老張作相、張景惠等人宣佈「東北易幟」，歸順南京國民政府。
民國二十年（1931年）九一八事變，在清朝皇室後裔熙洽策應下，日軍順利進佔吉林省城（今吉林市）各機關。吉林隨後正式於1932年納入了日本傀儡政權滿洲國的版圖，滿洲國時期將其拆分成多個省。

### 抗戰結束後

#### 國共接收衝突
民國三十四年（1945年）日本投降後，國民政府開始和平接收，9月上旬在重慶宣佈鄭道儒為吉林省政府主席，主持在長春市組建吉林省政府，隨後委任接收專員約70人，由東北行營分批空運至長春。因蘇聯軍隊實施軍管，並協助中共成立吉林省工作委員會及長春市委、長春市政府，國民政府的和平接收受阻。為給蘇聯施加壓力，國民政府命吉林省的接收專員奉命同東北行營一起於當年11月中旬撤至北平。經國民政府與蘇聯交涉後，再於民國三十五年（1946年）1月重返長春。正在接收之際，蘇軍於4月14日撤出長春，中共東北民主聯軍攻佔長春，殲滅國民政府收編的東北保安第二總隊、長春員警總隊、土匪武警等雜牌2萬餘人，王寧華等一批接收專員被俘，正在籌建中的吉林省政府尚未運行便瓦解了。
同年5月，國軍主力以瀋陽為基地，沿中長路北進，先後攻克四平市、長春市、吉林市及其周圍各縣。攻克吉林省的長春、吉林、公主嶺3市和永吉、磐石、樺甸、伊通、雙陽、長春、九台、德惠、農安、懷德10縣，實際控有面積為3萬8371平方公里，總人口為353萬1192人。國民政府任命東北保安副司令長官梁華盛兼任吉林省政府主席，重建吉林省政府。梁華盛於6月1日率駐瀋陽的接收專員60餘人趕到長春，16日在吉林市正式成立吉林省政府，在國軍控制的市、縣組成了市、縣政府。

#### 國共內戰
民國三十六年（1947年）5月中旬開始，中共軍隊東北民主聯軍相繼發動夏、秋、冬三大攻勢，並取得節節勝利，國民政府在吉林省據點僅剩長春、永吉等地。民國三十七年（1948年）3月9日，東北人民解放軍攻陷吉林市，吉林省政府官員由吉林逃至長春。23日，國民政府任命東北剿總副司令、長春地區防守司令鄭洞國兼代吉林省政府主席，免除梁華盛的職務。4月10日，駐永吉的國軍部隊突圍而出，撤至長春。5月23日開始，共軍對防守長春之國軍展開圍困戰。月底，長春機場亦為共軍所控制，瀋陽與長春間之空中交通遂告中斷。9月12日，遼西會戰正式展開。10月15日，中共策反成功，曾澤生之第六十軍在長春叛變投降；18日，新七軍亦相繼投降；21日，指揮官鄭洞國被俘。中華民國吉林省政府徹底垮臺。

## 管轄範圍

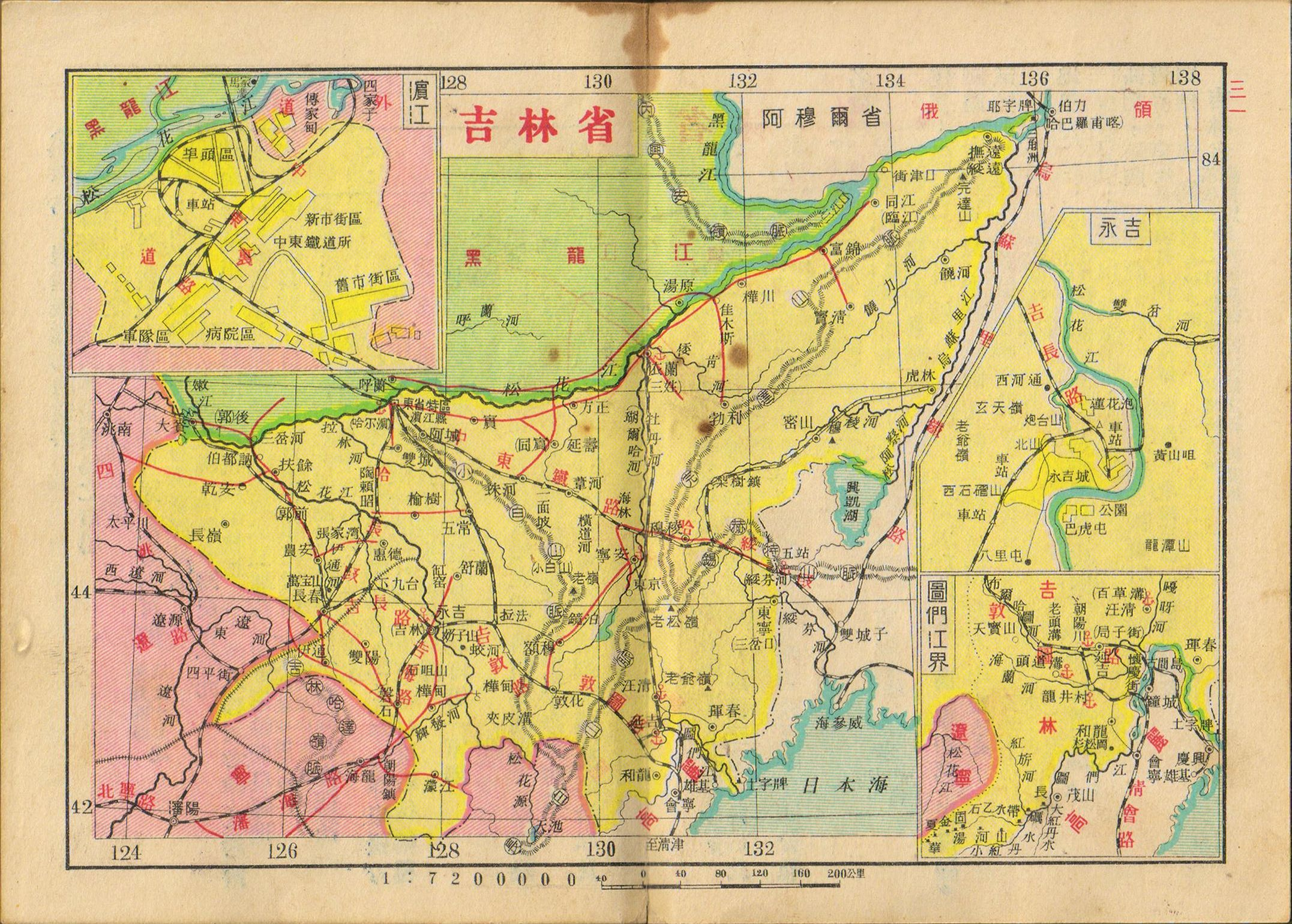
亞新地學社1936年《袖珍中華全圖》的吉林省地圖，此时该地实际上由满洲国统治

民國十九年（1930年），據各縣調查報告匯總，全省面積為329662.5平方公里。民國二十三年（1934年），據中央地質調查所測量，全省面積為282332平方公里。
民國三十六年（1947年）國民政府公布「東北新省區方案」，以原满洲国的吉林省、濱江省部分、長春市置吉林省，總面積為108028平方公里，總人口為732萬1758人。周圍鄰省分別為北界嫩江省，東界松江省，南界安東省，西界遼北省。

## 行政區劃

### 省會
民國二十年（1931年）九一八事變以前，省政府駐吉林縣（後改稱永吉縣）；抗日戰爭結束後，省政府駐吉林市。為今吉林省吉林市市城區。民國三十七年（1948年）3月，東北人民解放軍攻陷吉林市，吉林省政府遷至長春市。

### 道
清代吉林省設立的東南路、東北路、西南路、西北路四道，在民國元年（1912年）已經裁撤。民國二年（1913年）1月，臨時大總統公布三道《劃一令》。據此，全省劃為東南路、東北路、西南路、西北路四道，並任命觀察使。
民國三年（1914年）5月，各道易名為延吉、吉長、依蘭、濱江，並委任道尹。6月，公布各道轄區，共轄37縣。民國十八年（1929年）2月，據國民政府有關地方行政制度的規定，裁撤各道。
- 延吉道
- 吉長道
- 依蘭道
- 濱江道

### 縣、市、設治局

#### 九一八事變以前
民國二十年（1931年）九一八事變以前，吉林省共轄有41縣、1設治局：
| 吉林省     | 吉林省                                           | 吉林省       | 吉林省 |
| 縣市局     | 駐地(2023年4月)                                  | 北洋時期     | 沿革 |
| ---------- | ------------------------------------------------ | ------------ | --- |
| 永吉縣     | 今吉林市城區                                     | 吉長道(駐地) | 吉林省省會。清代為吉林府，民國2年（1913年）3月改置縣，為吉林縣。因與省名重名，民國18年（1929年）9月易今名，取清代永吉州為名。 |
| 長春縣     | 今長春市城區                                     | 吉長道       | 清代為長春府，民國3年（1913年）3月改置縣。                                                                                    |
| 伊通縣     | 伊通河（今伊通滿族自治縣駐地伊通鎮）             | 吉長道       | 清代為伊通州，民國2年（1913年）3月改置縣。                                                                                    |
| 濛江縣     | 濛江（今靖宇縣駐地靖宇鎮）                       | 吉長道       | 清代為濛江州，民國2年（1913年）3月改置縣。                                                                                    |
| 農安縣     | 龍灣（今農安縣駐地農安鎮）                       | 吉長道       | |
| 長嶺縣     | 長嶺子（今長嶺縣駐地長嶺鎮）                     | 吉長道       | |
| 舒蘭縣     | 朝陽川（今舒蘭市西南朝陽鎮）                     | 吉長道       | |
| 樺甸縣     | 樺樹林子（今樺甸市東北二道甸子鎮）               | 吉長道       | |
| 磐石縣     | 磨磐山（今磐石市駐地東寧街道）                   | 吉長道       | |
| 雙陽縣     | 雙陽鎮（今長春市雙陽區雲山街道）                 | 吉長道       | |
| 德惠縣     | 大房身（今德惠市東大房身鎮）                     | 吉長道       | |
| 濱江縣     | 哈爾濱（今黑龍江省哈爾濱市城區）                 | 濱江道(駐地) | 清代為濱江廳，民國2年（1913年）3月改置縣。                                                                                    |
| 扶餘縣     | 伯都納城（今松原市城區）                         | 濱江道       | 清代為新城府，民國2年（1913年）3月改置縣，名新城縣。民國三年（1914年）1月易今名。縣境原為扶餘地，故名。                       |
| 雙城縣     | 雙城堡（今黑龍江省哈爾濱市雙城區駐地永治街道）   | 濱江道       | 清代為雙城府，民國2年（1913年）3月改置縣。                                                                                    |
| 賓縣       | 葦子溝（今黑龍江省賓縣駐地賓州鎮）               | 濱江道       | 清代為賓州府，民國2年（1913年）3月改置縣並易名。                                                                              |
| 五常縣     | 歡喜嶺（今黑龍江省五常市駐地五常鎮）             | 濱江道       | 清代為五常府，民國2年（1913年）3月改置縣。                                                                                    |
| 榆樹縣     | 孤榆樹（今榆樹市駐地華昌街道）                   | 濱江道       | 清代為榆樹直隸廳，民國2年（1913年）3月改置縣。                                                                                |
| 延壽縣     | 長壽山（今黑龍江省延壽縣駐地延壽鎮）             | 濱江道       | 清代為長壽縣，民國3年（1914年）6月易名同賓縣，民國18年（1929年）9月易今名。                                                   |
| 阿城縣     | 阿什河（今黑龍江省哈爾濱市阿城區駐地金城街道）   | 濱江道       | |
| 珠河縣     | 烏珠河鎮（今黑龍江省尚志市駐地尚志鎮）           | 濱江道       | 民國10年（1921年）12月分五常、同賓兩縣析置烏珠河設治局，民國16年（1927年）5月改置縣。                                         |
| 葦河縣     | 葦沙河鎮（今黑龍江省尚志市東南葦河鎮）           | 濱江道       | 民國10年（1921年）12月分同賓、五常兩縣析置葦沙河設治局，民國16年（1927年）11月改置縣。                                        |
| 延吉縣     | 延吉岡（今延吉市駐地新興街道）                   | 延吉道(駐地) | 清代為延吉府，民國3年（1913年）3月改置縣。                                                                                    |
| 寧安縣     | 寧古塔（今黑龍江省寧安市駐地寧安鎮）             | 延吉道       | 清代為寧安府，民國2年（1913年）3月改置縣。                                                                                    |
| 琿春縣     | 琿春鎮（今琿春市駐地河南街道）                   | 延吉道       | 清代為琿春廳，民國2年（1913年）3月改置縣。                                                                                    |
| 東寧縣     | 三岔口（今黑龍江省東寧市東南三岔口鎮）           | 延吉道       | 清代為東寧廳，民國2年（1913年）3月改置縣。                                                                                    |
| 額穆縣     | 額穆索（今敦化市西额穆镇）                       | 延吉道       | |
| 敦化縣     | 阿克敦城（今敦化市駐地民主街道）                 | 延吉道       | |
| 汪清縣     | 百草溝（今汪清縣西百草溝鎮）                     | 延吉道       | |
| 和龍縣     | 大拉子（今龍井市東南智新鎮）                     | 延吉道       | |
| 依蘭縣     | 三姓城（今黑龍江省依蘭縣駐地依蘭鎮）             | 依蘭道(駐地) | 清代為依蘭府，民國2年（1913年）3月改置縣。                                                                                    |
| 同江縣     | 拉哈蘇蘇（今黑龍江省同江市駐地同江鎮）           | 依蘭道       | 清代為臨江府，民國2年（1913年）3月改置縣，名臨江縣，因與奉天省縣名重名，民國三年（1914年）1月易今名。地瀕混同江，故名。       |
| 密山縣     | 蜂蜜山（今黑龍江省密山市駐地密山鎮）             | 依蘭道       | 清代為密山府，民國2年（1913年）3月改置縣。                                                                                    |
| 虎林縣     | 呢嗎口（今黑龍江省虎林市東北虎頭鎮）             | 依蘭道       | 清代為虎林廳，民國2年（1913年）3月改置縣。                                                                                    |
| 撫遠縣     | 綏遠（今黑龍江省撫遠市駐地撫遠鎮）               | 依蘭道       | 清代為綏遠州，民國2年（1913年）3月改置縣，名綏遠縣。因與綏遠省縣名重名，民國十八年（1929年）9月易今名。                       |
| 樺川縣     | 悅來鎮（今黑龍江省樺川縣駐地悅來鎮）             | 依蘭道       | |
| 富錦縣     | 富克錦（今黑龍江省富錦市駐地富錦鎮）             | 依蘭道       | |
| 饒河縣     | 小佳河（今黑龍江省饒河縣西北饒河鎮）             | 依蘭道       | |
| 方正縣     | 方正鎮（今黑龍江省方正縣駐地方正鎮）             | 依蘭道       | |
| 穆棱縣     | 穆陵（今黑龍江省穆棱市駐地穆棱鎮）               | 依蘭道       | |
| 寶清縣     | 寶清河（今黑龍江省寶清縣駐地寶清鎮）             | 依蘭道       | 民國5年（1916年）4月析同江縣寶清河地方置。                                                                                    |
| 勃利縣     | 四站地方（今黑龍江省勃利縣駐地勃利鎮）           | 依蘭道       | 民國6年（1917年）5月析依蘭縣勃利地方置。以古勃利州為名。                                                                      |
| 乾安設治局 | 長發屯（今前郭爾羅斯蒙古族自治縣西南海渤日戈鎮） | 依蘭道       | 民國17年（1928年）2月析郭爾羅斯前旗轄地置。                                                                                   |

#### 抗戰結束以後
東北光復後，國民政府將東北改劃成9省2市。將滿洲國的吉林省、間島省、長春市合併稱吉林省。全省轄有4市、21縣、1旗，為：長春市、吉林市、延吉市、公主嶺市，永吉縣、蛟河縣、舒蘭縣、磐石縣、樺甸縣、敦化縣、雙陽縣、長春縣、九台縣、德惠縣、農安縣、榆樹縣、懷德縣、伊通縣、乾安縣、扶餘縣、延吉縣、和龍縣、汪清縣、安圖縣、琿春縣、郭爾羅斯前旗。民國三十六年（1947年）6月5日公佈的「東北新省區方案」，全省轄有2市、18縣、1旗。新設的吉林、長春2市，九台縣，在滿洲國時期已經存在，沿革過程，詳見吉林省。因省境較小，不設行政督察區。
| 吉林省           | 吉林省 | 吉林省                             | 吉林省                                             | 吉林省 |
| 所屬督察區及盟部 | 代碼   | 縣市局                             | 駐地(2023年4月)                                    | 沿革 |
| ---------------- | ------ | ---------------------------------- | -------------------------------------------------- | --- |
| 省直轄地區       | 29001  | 吉林市 Girin ula                   | 今吉林市城區                                       | 吉林省會。滿洲國時期析永吉縣置吉林市，屬吉林省。抗戰結束後保留，民國36年（1947年）6月核准設置。                          |
| 省直轄地區       | 29002  | 長春市                             | 今長春市城區                                       | 滿洲國時期析長春縣置新京特別市，為滿洲國首都。抗戰結束後保留並改稱長春市，民國36年（1947年）6月核准設置。                |
| 省直轄地區       | 29003  | 永吉縣                             | 今吉林市城區                                       | 滿洲國時期改名吉林縣，屬吉林省。抗戰結束後恢復原稱。                                                                     |
| 省直轄地區       | 29004  | 長春縣                             | 今長春市城區                                       | 滿洲國時期屬吉林省。 |
| 省直轄地區       | 29005  | 敦化縣                             | 阿克敦城（今敦化市駐地民主街道）                   | 滿洲國時期屬吉林省。 |
| 省直轄地區       | 29006  | 蛟河縣 Emu                         | 蛟河鎮（今蛟河市駐地民主街道））                   | 舊稱額穆縣，滿洲國時期改稱蛟河縣，屬吉林省。抗戰結束後恢復原稱。民國36年（1947年）6月核准改名。                          |
| 省直轄地區       | 29007  | 樺甸縣                             | 樺樹林子（今樺甸市東北二道甸子鎮）                 | 滿洲國時期屬吉林省。 |
| 省直轄地區       | 29008  | 磐石縣                             | 磨磐山（今磐石市駐地東寧街道）                     | 滿洲國時期屬吉林省。 |
| 省直轄地區       | 29009  | 雙陽縣                             | 雙陽鎮（今長春市雙陽區雲山街道）                   | 滿洲國時期合併伊通、雙陽為通陽縣，屬吉林省。抗戰結束後恢復二縣。                                                         |
| 省直轄地區       | 29010  | 伊通縣 Itung                       | 伊通河（今伊通滿族自治縣駐地伊通鎮）               | 滿洲國時期合併伊通、雙陽為通陽縣，屬吉林省。抗戰結束後恢復二縣。                                                         |
| 省直轄地區       | 29011  | 懷德縣                             | 八家鎮（今公主嶺市北懷德鎮）                       | 滿洲國時期分別屬公主嶺市及懷德縣，屬吉林省。抗戰結束後保留，民國36年（1947年）6月核准廢市留縣。                          |
| 省直轄地區       | 29012  | 農安縣                             | 龍灣（今農安縣駐地農安鎮）                         | 滿洲國時期屬吉林省。 |
| 省直轄地區       | 29013  | 九台縣                             | 下九台（今長春市九台區駐地九台街道）               | 滿洲國時期析吉林、德惠2縣置，屬吉林省。縣境有清廷設置的第九烽火臺，故名。抗戰結束後保留，民國36年（1947年）6月核准設置。 |
| 省直轄地區       | 29014  | 扶餘縣 Bedune                      | 伯都納城（今松原市城區）                           | 滿洲國時期屬吉林省。 |
| 省直轄地區       | 29015  | 德惠縣                             | 大房身（今德惠市東大房身鎮）                       | 滿洲國時期屬吉林省。 |
| 省直轄地區       | 29016  | 舒蘭縣                             | 朝陽川（今舒蘭市西南朝陽鎮）                       | 滿洲國時期屬吉林省。 |
| 省直轄地區       | 29017  | 榆樹縣                             | 孤榆樹（今榆樹市駐地華昌街道）                     | 滿洲國時期屬吉林省。 |
| 省直轄地區       | 29018  | 五常縣                             | 歡喜嶺（今黑龍江省五常市駐地五常鎮）               | 滿洲國時期屬濱江省。 |
| 省直轄地區       | 29019  | 雙城縣                             | 雙城堡（今黑龍江省哈爾濱市雙城區駐地永治街道）     | 滿洲國時期屬濱江省。 |
| 省直轄地區       | 29020  | 乾安縣                             | 長發屯（今前郭爾羅斯蒙古族自治縣西南海渤日戈鎮）   | 舊稱乾安設治局，滿洲國時期實施縣制，屬吉林省。抗戰結束後恢復原設治局建制。民國36年（1947年）6月核准實施縣制。            |
| 哲里木盟         | 29101  | 郭爾羅斯前旗 Gorlos emünedü qosiγu | 郭前旗（今前郭爾羅斯蒙古族自治縣駐地前郭爾羅斯鎮） | 滿洲國時期屬吉林省。 |
| 其他             | 無     | 濱江縣                             |                                                    | 滿洲國時期廢縣併入哈爾濱市。抗戰結束後恢復縣制。民國三十六年（1947年）6月核准廢縣併入哈爾濱市。                          |

## 行政區劃年表
| 吉林省行政區劃年表                                                        |          |    |    |    |              | |
| 說明：「?」表示不能確定其發生年份或月份，故放於最有可能的一年內，詳見注釋 |          |    |    |    |              | |
| 西元                                                                      | 民國紀元 | 縣 | 市 | 局 | 其他         | 行政區劃變更 |
| 1912年                                                                    | 民國1年  | 18 |    |    | 11府 3州 5廳 | |
| 1913年                                                                    | 民國2年  | 37 |    |    |              | - 廢吉林府為吉林縣（3月） - 廢長春府為長春縣（3月） - 改伊通州為伊通縣（3月） - 改濛江州為濛江縣（3月） - 改濱江廳為濱江縣（3月） - 廢新城府為新城縣（3月） - 廢雙城府為雙城縣（3月） - 廢賓州府為賓縣（3月） - 廢五常府為五常縣（3月） - 改榆樹直隸廳為榆樹縣（3月） - 廢延吉府為延吉縣（3月） - 廢寧安府為寧安縣（3月） - 改琿春廳為琿春縣（3月） - 改東寧廳為東寧縣（3月） - 廢依蘭府為依蘭縣（3月） - 廢臨江府為臨江縣（3月） - 廢密山府為密山縣（3月） - 改虎林廳為虎林縣（3月） - 改綏遠州為綏遠縣（3月） |
| 1914年                                                                    | 民國3年  | 37 |    |    |              | - 新城縣改名扶余縣（1月） - 臨江縣改名同江縣（1月） - 長壽縣改名同賓縣（6月） |
| 1915年                                                                    | 民國4年  | 37 |    |    |              | |
| 1916年                                                                    | 民國5年  | 38 |    |    |              | - 析同江縣置寶清縣（4月） |
| 1917年                                                                    | 民國6年  | 39 |    |    |              | - 析依蘭縣置勃利縣（5月） |
| 1918年                                                                    | 民國7年  | 39 |    |    |              | |
| 1919年                                                                    | 民國8年  | 39 |    |    |              | |
| 1920年                                                                    | 民國9年  | 39 |    |    |              | |
| 1921年                                                                    | 民國10年 | 39 |    | 2  |              | - 析五常、同賓置烏珠河設治局（12月） - 析五常、同賓置葦沙河設治局（12月） |
| 1922年                                                                    | 民國11年 | 39 |    | 2  |              | |
| 1923年                                                                    | 民國12年 | 39 |    | 2  |              | |
| 1924年                                                                    | 民國13年 | 39 |    | 2  |              | |
| 1925年                                                                    | 民國14年 | 39 |    | 2  |              | |
| 1926年                                                                    | 民國15年 | 39 |    | 2  |              | |
| 1927年                                                                    | 民國16年 | 41 |    |    |              | - 改烏珠河設治局為珠河縣（5月） - 改葦沙河設治局為葦河縣（11月） |
| 1928年                                                                    | 民國17年 | 41 |    | 1  |              | - 析郭爾羅斯前旗置乾安設治局（2月） |
| 1929年                                                                    | 民國18年 | 41 |    | 1  |              | - 吉林縣改名永吉縣（9月） - 同賓縣改名延壽縣（9月） - 綏遠縣改名撫遠縣（9月） |
| 1930年                                                                    | 民國19年 | 41 |    | 1  |              | |
| 1931年                                                                    | 民國20年 | 41 |    | 1  |              | |
| 1932年                                                                    | 民國21年 | 41 |    | 1  |              | |
| 1933年                                                                    | 民國22年 | 41 |    | 1  |              | |
| 1934年                                                                    | 民國23年 | 41 |    | 1  |              | |
| 1935年                                                                    | 民國24年 | 41 |    | 1  |              | |
| 1936年                                                                    | 民國25年 | 41 |    | 1  |              | |
| 1937年                                                                    | 民國26年 | 41 |    | 1  |              | |
| 1938年                                                                    | 民國27年 | 41 |    | 1  |              | |
| 1939年                                                                    | 民國28年 | 41 |    | 1  |              | |
| 1940年                                                                    | 民國29年 | 41 |    | 1  |              | |
| 1941年                                                                    | 民國30年 | 41 |    | 1  |              | |
| 1942年                                                                    | 民國31年 | 41 |    | 1  |              | |
| 1943年                                                                    | 民國32年 | 41 |    | 1  |              | |
| 1944年                                                                    | 民國33年 | 41 |    | 1  |              | |
| 1945年                                                                    | 民國34年 | 41 |    | 1  |              | |
| 1946年                                                                    | 民國35年 | 41 |    | 1  |              | |
| 1947年                                                                    | 民國36年 | 18 | 2  |    |              | - 析永吉縣置吉林市（6月） - 析長春縣置長春市（6月） - 額穆縣改名蛟河縣（6月） - 析吉林、德惠置九台縣（6月） - 改乾安設治局為乾安縣（6月） - 遼寧省懷德縣來隸（6月） - 濛江縣移屬安東省（6月） - 長嶺縣移屬遼北省（6月） - 濱江縣併入哈爾濱市（6月） - 賓縣移屬松江省（6月） - 延壽縣移屬松江省（6月） - 阿城縣移屬松江省（6月） - 珠河縣移屬松江省（6月） - 葦河縣移屬松江省（6月） - 延吉縣移屬松江省（6月） - 寧安縣移屬松江省（6月） - 琿春縣移屬松江省（6月） - 東寧縣移屬松江省（6月） - 汪清縣移屬松江省（6月） - 和龍縣移屬松江省（6月） - 依蘭縣移屬合江省（6月） - 同江縣移屬合江省（6月） - 密山縣移屬合江省（6月） - 虎林縣移屬合江省（6月） - 撫遠縣移屬合江省（6月） - 樺川縣移屬合江省（6月） - 富錦縣移屬合江省（6月） - 饒河縣移屬合江省（6月） - 方正縣移屬松江省（6月） - 穆棱縣移屬松江省（6月） - 寶清縣移屬合江省（6月） - 勃利縣移屬合江省（6月） |
| 1948年                                                                    | 民國37年 | 18 | 2  |    |              | |
| 1949年                                                                    | 民國38年 | 18 | 2  |    |              | |

## 政府
- 吉林省政府主席
  - 張作相（1928年12月31日～1931年10月12日）
  - 誠允（1931年10月12日～1932年7月2日，代理）
  - 丁超（1932年7月2日～1932年9月，代理）
  - 鄒作華（1940年5月3日～1945年9月4日）
  - 鄭道儒（1945年9月4日～1946年10月2日）
  - 王寧華（1946年1月～1946年4月，代理）
  - 梁華盛（1946年10月2日～1948年3月24日，兼任）
  - 鄭洞國（1948年3月24日～1948年10月19日，兼任）
- 秘書長
  - 吳至恭（1946年6月～1948年3月）
  - 崔垂言（1948年3月～1948年10月）
- 民政廳長
  - 梁華盛（兼任，1946年6月～1946年7月）
  - 尚傳道（1946年7月～1948年3月）
- 財政廳長
  - 王寧華（未到職，沈藻代理）
  - 姜守全（1946年11月～1948年10月）
- 教育廳長
  - 胡體乾（1946年6月～1948年10月）
- 建設廳長
  - 徐晴嵐（1946年6月～1948年10月）
- 長春市長
  - 尚傳道（1946年6月～1946年7月，1948年3月～1948年10月）
  - 趙君邁（1946年7月～1947年10月）
  - 孫桂籍（1947年10月～1948年3月）
- 吉林市長
  - 張慶泗（1946年6月～1948年3月）
- 會計處長
  - 侯景文（1946年6月～1948年10月）
- 社會處長
  - 孫心超（1946年10月～1948年10月）
- 宣傳處長、警務處長
  - 黃炳寰（1946年6月～1947年5月）
- 員警總隊副隊長
  - 何大剛（1946年6月～1946年9月）
- 保安司令部司令
  - 梁華盛（兼任，1946年9月～1948年3月）
- 保安司令部副司令
  - 黃炳寰（兼任，1946年9月～1947年5月）
- 保安司令部參謀長
  - 王候翔（1946年9月～1948年3月）
- 地方行政幹部訓練團副教育長
  - 匡新之（1946年9月～1948年10月）